# Saison 1984-1985 de la LNH
Saison précédente Saison suivante
La saison 1984-1985 est la 68e saison régulière de la Ligue nationale de hockey. Vingt-et-une équipes ont joué chacune 80 matchs.

## Saison régulière
Les Flyers de Philadelphie finissent en tête du championnat, quatre points devant les Oilers d'Edmonton, détenteurs de la Coupe Stanley. Wayne Gretzky continue à émerveiller le monde du hockey. Il gagne une nouvelle fois le trophée Art-Ross avec plus de 200 points ; c'est la troisième fois en quatre saisons qu'il dépasse cette marque. Avec 135 passes décisives, il bat un nouveau record de la LNH et gagne un sixième trophée Hart.
Cette saison est la première saison de Mario Lemieux. Il marque son entrée dans la ligue en marquant dès son premier tir lors de sa première présence sur la glace pendant son premier match. À la fin de la saison, il remporte le trophée Calder avec 100 points à son actif.

### Classements finaux

#### Association Prince de Galles
| Clt   | Équipe                | PJ | V  | D  | N  | BP  | BC  | Pts |
| ----- | --------------------- | -- | -- | -- | -- | --- | --- | --- |
| +001, | Canadiens de Montréal | 80 | 41 | 27 | 12 | 309 | 262 | 94  |
| +002, | Nordiques de Québec   | 80 | 41 | 30 | 9  | 323 | 275 | 91  |
| +003, | Sabres de Buffalo     | 80 | 38 | 28 | 14 | 290 | 237 | 90  |
| +004, | Bruins de Boston      | 80 | 36 | 34 | 10 | 303 | 287 | 82  |
| +005, | Whalers de Hartford   | 80 | 30 | 41 | 9  | 268 | 318 | 69  |

| Clt   | Équipe                 | PJ | V  | D  | N  | BP  | BC  | Pts |
| ----- | ---------------------- | -- | -- | -- | -- | --- | --- | --- |
| +001, | Flyers de Philadelphie | 80 | 53 | 20 | 7  | 348 | 241 | 113 |
| +002, | Capitals de Washington | 80 | 46 | 25 | 9  | 322 | 240 | 101 |
| +003, | Islanders de New York  | 80 | 40 | 34 | 6  | 345 | 312 | 86  |
| +004, | Rangers de New York    | 80 | 26 | 44 | 10 | 295 | 345 | 62  |
| +005, | Devils du New Jersey   | 80 | 22 | 48 | 10 | 264 | 346 | 54  |
| +006, | Penguins de Pittsburgh | 80 | 24 | 51 | 5  | 276 | 385 | 53  |

#### Association Clarence Campbell
| Clt   | Équipe                   | PJ | V  | D  | N  | BP  | BC  | Pts |
| ----- | ------------------------ | -- | -- | -- | -- | --- | --- | --- |
| +001, | Blues de Saint-Louis     | 80 | 37 | 31 | 12 | 299 | 288 | 86  |
| +002, | Black Hawks de Chicago   | 80 | 38 | 35 | 7  | 309 | 299 | 83  |
| +003, | Red Wings de Détroit     | 80 | 27 | 41 | 12 | 313 | 357 | 66  |
| +004, | North Stars du Minnesota | 80 | 25 | 43 | 12 | 268 | 321 | 62  |
| +005, | Maple Leafs de Toronto   | 80 | 20 | 52 | 8  | 253 | 358 | 48  |

| Clt   | Équipe               | PJ | V  | D  | N  | BP  | BC  | Pts |
| ----- | -------------------- | -- | -- | -- | -- | --- | --- | --- |
| +001, | Oilers d'Edmonton    | 80 | 49 | 20 | 11 | 401 | 298 | 109 |
| +002, | Jets de Winnipeg     | 80 | 43 | 27 | 10 | 358 | 332 | 96  |
| +003, | Flames de Calgary    | 80 | 41 | 27 | 12 | 363 | 302 | 94  |
| +004, | Kings de Los Angeles | 80 | 34 | 32 | 14 | 339 | 326 | 82  |
| +005, | Canucks de Vancouver | 80 | 25 | 46 | 9  | 284 | 401 | 59  |

- Champion de la saison régulière
- Qualifié pour les séries éliminatoires

### Meilleurs Pointeurs
| Joueur         | Équipe                | PJ | B  | A   | Pts | Pun |
| -------------- | --------------------- | -- | -- | --- | --- | --- |
| Wayne Gretzky  | Edmonton              | 80 | 73 | 135 | 208 | 52  |
| Jari Kurri     | Edmonton              | 73 | 71 | 64  | 135 | 30  |
| Dale Hawerchuk | Winnipeg              | 80 | 53 | 77  | 130 | 74  |
| Marcel Dionne  | Los Angeles           | 80 | 46 | 80  | 126 | 46  |
| Paul Coffey    | Edmonton              | 80 | 37 | 84  | 121 | 97  |
| Mike Bossy     | Islanders de New York | 76 | 58 | 59  | 117 | 38  |
| John Ogrodnick | Détroit               | 79 | 55 | 50  | 105 | 30  |
| Denis Savard   | Chicago               | 79 | 38 | 67  | 105 | 56  |
| Bernie Federko | Saint-Louis           | 76 | 30 | 73  | 103 | 27  |
| Mike Gartner   | Washington            | 80 | 50 | 52  | 102 | 71  |

## Séries éliminatoires de la Coupe Stanley
De nombreux records sont battus par les Oilers durant les séries éliminatoires. Ils marquent entre autres 44 buts contre les Black Hawks de Chicago au cours des six matchs de la finale de l'Association Clarence Campbell.
Au cours des 18 matchs de séries, Wayne Gretzky marque 17 buts et réalise 30 passes décisives ce qui représente un nouveau record de points.

### Tableau récapitulatif
|  | Demi-finales de division     | Demi-finales de division | Demi-finales de division     |   |                        | Finales de division      | Finales de division | Finales de division |  |    | Finales d'association  | Finales d'association | Finales d'association |  |    | Finale de la Coupe Stanley | Finale de la Coupe Stanley | Finale de la Coupe Stanley |
|  |                              |                          |                              |   |                        |                          |                     |                     |  |    |                        |                       |                       |  |    |                            |                            |                            |
|  | A1                           | Canadiens de Montréal    | 3                            |   |                        |                          |                     |                     |  |    |                        |                       |                       |  |    |                            |                            |                            |
|  | A4                           | Bruins de Boston         | 2                            |   |                        |                          |                     |                     |  |    |                        |                       |                       |  |    |                            |                            |                            |
|  | A4                           | Bruins de Boston         | 2                            |   | A1                     | Canadiens de Montréal    | 3                   |                     |  |    |                        |                       |                       |  |    |                            |                            |                            |
|  |                              |                          |                              |   | A1                     | Canadiens de Montréal    | 3                   |                     |  |    |                        |                       |                       |  |    |                            |                            |                            |
|  |                              | A2                       | Nordiques de Québec          | 4 |                        |                          |                     |                     |  |    |                        |                       |                       |  |    |                            |                            |                            |
|  | A2                           | A2                       | Nordiques de Québec          | 4 | Nordiques de Québec    | 3                        |                     |                     |  |    |                        |                       |                       |  |    |                            |                            |                            |
|  | A2                           |                          |                              |   | Nordiques de Québec    | 3                        |                     |                     |  |    |                        |                       |                       |  |    |                            |                            |                            |
|  | A3                           | Sabres de Buffalo        | 2                            |   |                        |                          |                     |                     |  |    |                        |                       |                       |  |    |                            |                            |                            |
|  | A3                           | Sabres de Buffalo        | 2                            |   |                        |                          |                     |                     |  | A2 | Nordiques de Québec    | 2                     |                       |  |    |                            |                            |                            |
|  | Association Prince de Galles |                          |                              |   |                        |                          |                     |                     |  | A2 | Nordiques de Québec    | 2                     |                       |  |    |                            |                            |                            |
|  |                              | P1                       | Flyers de Philadelphie       | 4 |                        |                          |                     |                     |  |    |                        |                       |                       |  |    |                            |                            |                            |
|  | P1                           | P1                       | Flyers de Philadelphie       | 4 | Flyers de Philadelphie | 3                        |                     |                     |  |    |                        |                       |                       |  |    |                            |                            |                            |
|  | P1                           |                          |                              |   | Flyers de Philadelphie | 3                        |                     |                     |  |    |                        |                       |                       |  |    |                            |                            |                            |
|  | P4                           | Rangers de New York      | 0                            |   |                        |                          |                     |                     |  |    |                        |                       |                       |  |    |                            |                            |                            |
|  | P4                           | Rangers de New York      | 0                            |   | P1                     | Flyers de Philadelphie   | 4                   |                     |  |    |                        |                       |                       |  |    |                            |                            |                            |
|  |                              |                          |                              |   | P1                     | Flyers de Philadelphie   | 4                   |                     |  |    |                        |                       |                       |  |    |                            |                            |                            |
|  |                              | P3                       | Islanders de New York        | 1 |                        |                          |                     |                     |  |    |                        |                       |                       |  |    |                            |                            |                            |
|  | P2                           | P3                       | Islanders de New York        | 1 | Capitals de Washington | 2                        |                     |                     |  |    |                        |                       |                       |  |    |                            |                            |                            |
|  | P2                           |                          |                              |   | Capitals de Washington | 2                        |                     |                     |  |    |                        |                       |                       |  |    |                            |                            |                            |
|  | P3                           | Islanders de New York    | 3                            |   |                        |                          |                     |                     |  |    |                        |                       |                       |  |    |                            |                            |                            |
|  | P3                           | Islanders de New York    | 3                            |   |                        |                          |                     |                     |  |    |                        |                       |                       |  | P1 | Flyers de Philadelphie     | 1                          |                            |
|  |                              |                          |                              |   |                        |                          |                     |                     |  |    |                        |                       |                       |  | P1 | Flyers de Philadelphie     | 1                          |                            |
|  |                              | S1                       | Oilers d'Edmonton            | 4 |                        |                          |                     |                     |  |    |                        |                       |                       |  |    |                            |                            |                            |
|  | N1                           | S1                       | Oilers d'Edmonton            | 4 | Blues de Saint-Louis   | 0                        |                     |                     |  |    |                        |                       |                       |  |    |                            |                            |                            |
|  | N1                           |                          |                              |   | Blues de Saint-Louis   | 0                        |                     |                     |  |    |                        |                       |                       |  |    |                            |                            |                            |
|  | N4                           | North Stars du Minnesota | 3                            |   |                        |                          |                     |                     |  |    |                        |                       |                       |  |    |                            |                            |                            |
|  | N4                           | North Stars du Minnesota | 3                            |   | N4                     | North Stars du Minnesota | 2                   |                     |  |    |                        |                       |                       |  |    |                            |                            |                            |
|  |                              |                          |                              |   | N4                     | North Stars du Minnesota | 2                   |                     |  |    |                        |                       |                       |  |    |                            |                            |                            |
|  |                              | N2                       | Black Hawks de Chicago       | 4 |                        |                          |                     |                     |  |    |                        |                       |                       |  |    |                            |                            |                            |
|  | N2                           | N2                       | Black Hawks de Chicago       | 4 | Black Hawks de Chicago | 3                        |                     |                     |  |    |                        |                       |                       |  |    |                            |                            |                            |
|  | N2                           |                          |                              |   | Black Hawks de Chicago | 3                        |                     |                     |  |    |                        |                       |                       |  |    |                            |                            |                            |
|  | N3                           | Red Wings de Détroit     | 0                            |   |                        |                          |                     |                     |  |    |                        |                       |                       |  |    |                            |                            |                            |
|  | N3                           | Red Wings de Détroit     | 0                            |   |                        |                          |                     |                     |  | N2 | Black Hawks de Chicago | 2                     |                       |  |    |                            |                            |                            |
|  | Association Campbell         |                          |                              |   |                        |                          |                     |                     |  | N2 | Black Hawks de Chicago | 2                     |                       |  |    |                            |                            |                            |
|  |                              | S1                       | Oilers d'Edmonton            | 4 |                        |                          |                     |                     |  |    |                        |                       |                       |  |    |                            |                            |                            |
|  | S1                           | S1                       | Oilers d'Edmonton            | 4 | Oilers d'Edmonton      | 3                        |                     |                     |  |    |                        |                       |                       |  |    |                            |                            |                            |
|  | S1                           |                          |                              |   | Oilers d'Edmonton      | 3                        |                     |                     |  |    |                        |                       |                       |  |    |                            |                            |                            |
|  | S4                           | Kings de Los Angeles     | 0                            |   |                        |                          |                     |                     |  |    |                        |                       |                       |  |    |                            |                            |                            |
|  | S4                           | Kings de Los Angeles     | 0                            |   | S1                     | Oilers d'Edmonton        | 4                   |                     |  |    |                        |                       |                       |  |    |                            |                            |                            |
|  |                              |                          |                              |   | S1                     | Oilers d'Edmonton        | 4                   |                     |  |    |                        |                       |                       |  |    |                            |                            |                            |
|  |                              | S2                       | Jets de Winnipeg (1972-1996) | 0 |                        |                          |                     |                     |  |    |                        |                       |                       |  |    |                            |                            |                            |
|  | S2                           | S2                       | Jets de Winnipeg (1972-1996) | 0 | Jets de Winnipeg       | 3                        |                     |                     |  |    |                        |                       |                       |  |    |                            |                            |                            |
|  | S2                           |                          |                              |   | Jets de Winnipeg       | 3                        |                     |                     |  |    |                        |                       |                       |  |    |                            |                            |                            |
|  | S3                           | Flames de Calgary        | 1                            |   |                        |                          |                     |                     |  |    |                        |                       |                       |  |    |                            |                            |                            |

### Finale de la Coupe Stanley
| 21 mai | Flyers de Philadelphie | 4-1 (1-0, 0-0, 3-1) | Oilers d'Edmonton | 17 191 spectateurs |

| Feuille de match | Feuille de match | Feuille de match    | Feuille de match                         | Feuille de match |
| ---------------- | --- | ------------------- | ---------------------------------------- | ---------------- |
|                  | Sinisalo (Kerr, Bergen) (SN) — 15 min 5 s Sutter Ro — 45 min 56 s Kerr (Poulin) — 48 min 7 s Poulin (Carson, Sutter Ro) (FD) — 59 min 39 s | 1-0 2-0 3-0 3-1 4-1 | 56 min 52 s — Lindstrom (Messier, Gregg) |                  |
| Lindbergh        | Gardiens | Fuhr                |                                          |                  |
|                  | |                     |                                          |                  |
| 41               | Tirs | 26                  |                                          |                  |

| 23 mai | Flyers de Philadelphie | 1-3 (0-1, 1-1, 0-1) | Oilers d'Edmonton |  |

| 25 mai | Oilers d'Edmonton | 4-3 (3-1, 1-0, 0-2) | Flyers de Philadelphie |  |

| 28 mai | Oilers d'Edmonton | 5-3 (2-3, 2-0, 1,0) | Flyers de Philadelphie |  |

| 30 mai | Oilers d'Edmonton | 8-3 (4-1, 3-0, 1-2) | Flyers de Philadelphie |  |

Edmonton gagne la série 4 matchs à 1 et Wayne Gretzky remporte le trophée Conn-Smythe.

## Récompenses

### Trophées
| Trophée                      | Vainqueur                        | Équipe                           |
| ---------------------------- | -------------------------------- | -------------------------------- |
| Trophée Calder               | Mario Lemieux                    | Penguins de Pittsburgh           |
| Trophée Lester-B.-Pearson    | Wayne Gretzky                    | Oilers d'Edmonton                |
| Trophée Art-Ross             | Wayne Gretzky                    | Oilers d'Edmonton                |
| Trophée Hart                 | Wayne Gretzky                    | Oilers d'Edmonton                |
| Trophée Conn-Smythe          | Wayne Gretzky                    | Oilers d'Edmonton                |
| Trophée Bill-Masterton       | Anders Hedberg                   | Rangers de New York              |
| Trophée Frank-J.-Selke       | Craig Ramsay                     | Sabres de Buffalo                |
| Trophée Jack-Adams           | Mike Keenan                      | Flyers de Philadelphie           |
| Trophée James-Norris         | Paul Coffey                      | Oilers d'Edmonton                |
| Trophée Lady Byng            | Jari Kurri                       | Oilers d'Edmonton                |
| Trophée Lester-Patrick       | Jack Butterfield et Arthur Wirtz | Jack Butterfield et Arthur Wirtz |
| Trophée Vézina               | Pelle Lindbergh                  | Flyers de Philadelphie           |
| Trophée William-M.-Jennings  | Tom Barrasso Robert Sauvé        | Sabres de Buffalo                |
| Trophée plus-moins de la LNH | Wayne Gretzky                    | Oilers d'Edmonton                |

| Trophée                      | Équipe                 |
| ---------------------------- | ---------------------- |
| Trophée Clarence-S.-Campbell | Oilers d'Edmonton      |
| Trophée Prince de Galles     | Flyers de Philadelphie |
| Coupe Stanley                | Oilers d'Edmonton      |

### Équipes d'étoiles

#### Première et deuxième équipe
| Position       | Première équipe | Première équipe        | Deuxième équipe | Deuxième équipe        |
| Position       | Joueur          | Équipe                 | Joueur          | Équipe                 |
| -------------- | --------------- | ---------------------- | --------------- | ---------------------- |
| Gardien de but | Pelle Lindbergh | Flyers de Philadelphie | Tom Barrasso    | Sabres de Buffalo      |
| Défenseur      | Raymond Bourque | Bruins de Boston       | Rod Langway     | Capitals de Washington |
| Défenseur      | Paul Coffey     | Oilers d'Edmonton      | Doug Wilson     | Black Hawks de Chicago |
| Ailier gauche  | John Ogrodnick  | Red Wings de Détroit   | John Tonelli    | Islanders de New York  |
| Centre         | Wayne Gretzky   | Oilers d'Edmonton      | Dale Hawerchuk  | Jets de Winnipeg       |
| Ailier droit   | Jari Kurri      | Oilers d'Edmonton      | Mike Bossy      | Islanders de New York  |

#### Équipe des recrues
| Position       | Joueur          | Équipe                 |
| -------------- | --------------- | ---------------------- |
| Gardien de but | Steve Penney    | Canadiens de Montréal  |
| Défenseur      | Bruce Bell      | Nordiques de Québec    |
| Défenseur      | Chris Chelios   | Canadiens de Montréal  |
| Attaquant      | Mario Lemieux   | Penguins de Pittsburgh |
| Attaquant      | Tomas Sandström | Rangers de New York    |
| Attaquant      | Warren Young    | Penguins de Pittsburgh |